# Peter Richardson
Peter Richardson, född 15 oktober 1951 i Newton Abbot, Devon, är en brittisk komiker, filmregissör och manusförfattare.
Richardson är mest känd som grundare av komikergruppen The Comic Strip.

## Regi i urval
- 1980 – Inte Aktuellt (TV-serie) (Endast manus)
- 1985 – Tipsaren (Även manus och roll)
- 1988–2016 – The Comic Strip (TV-serie) (Även manus och roll)
- 1991 – Påven sitter löst (Även roll)
- 1992 – Kom igen Columbus (Endast roll)
- 1995 – Glam Metal Detectives (TV-serie)
- 1997 – Eddie Izzard: Sån är han (TV-film)
- 1997–2001 – Stella Street (TV-serie)
- 2004 – Churchill: The Hollywood Years